# Luigi Piccatto
Luigi Piccatto (Torino, 13. srpnja 1954. – Asti, 14. ožujka 2023.) bio je talijanski crtač stripa i ilustrator.

## Život i karijera
Rođen u Torinu, Piccatto se 1977. profesionalno počeo baviti crtanjem stripova radeći na seriji Chris Lean časopisa Corrier Boy. Potom je surađivao sa strip-časopisima Corriere dei Piccoli, Skorpio i Lanciostory. Godine 1986. počeo je crtati stripove za izdavačku kuću Sergio Bonelli Editore; najviše je radio na seriji Dylan Dog, ali je bio i crtač odvojene serije Groucho i ostalih posebnih izdanja. Za tu je izdavačku kuću ilustrirao i nekoliko epizoda serija Nathan Never, Magico Vento, Demian i Kent Darwin.
U gradu Astiju osnovao je školu za crtače stripova, a među njegovim su učenicima Marvelov crtač Andrea Broccardo, crtačice serije Diabolik Giulia Francesca Massaglia i Stefania Caretta te Bonellijev crtač Cristiano Spadavecchia.
Bio je suosnivač, vođa navale i poslije trener torinskog kluba američkog nogometa Giaguari Torino, za koji je izradio i logotip, kao i predsjednik ragbijskog kluba Thaka'tani. Preminuo je 14. ožujka 2023. u 69. godini života.